# Łukasz Broź
Łukasz Broź (Giżycko, 17 dicembre 1985) è un calciatore polacco, difensore del Tygrys Huta Mińska.